# André Teissier du Cros
 (septembre 2018).
André Teissier du Cros, né le 1er août 1937 à Montpellier et mort le 26 novembre 2023 à Ganges est un ingénieur, écrivain  et économiste français.

## Biographie
Issu d'une ancienne famille protestante des Cévennes, André Teissier du Cros est né à Montpellier en 1937. Il est le fils du polytechnicien François Teissier du Cros et de Janet Teissier du Cros (en), écrivain. Il est le frère d'Henri Teissier du Cros, énarque et conseiller d'État.
Ayant obtenu en 1961 son diplôme d'ingénieur du CESTI (Centre d’études supérieures de techniques industrielles maintenant Institut supérieur de mécanique de Paris), il intègre l'Institut supérieur des matériaux et de la construction mécanique où il soutient en 1963 une thèse diplôme d’ingénieur-docteur sous la direction du professeur Victor Pomper. Il est ensuite recruté par Automatisme et technique (machines spéciales) où il devient directeur de département en 1966. 
S'étant lancé à temps partiel dans le journalisme pendant ses études, il est alors recruté par la Compagnie européenne de publications où il est nommé rédacteur en chef de la rubrique « Management », et responsable de publication, poste qu'il occupera jusqu'en 1972. En 1969, il publie son premier essai : Le Courage de Diriger : Pour un management français.
Attiré très tôt par les questions de compétitivité et d'innovation, et étant responsable du mensuel Phase Zéro (nouveaux produits et procédés), il est nommé en 1967 par le ministère de l'Industrie rapporteur de la Commission nationale pour le développement de l’innovation par François-Xavier Ortoli, alors ministre de l'Industrie. Publié en 1971, son ouvrage L'Innovation - Pour une morale du changement rend compte de cette expérience. 
Puis de 1972 à 1983, il rejoint le Groupe Bossard, spécialisé dans le conseil en direction et gestion des entreprises. Il devient en 1976 « partenaire du groupe », et dirigeant de sa division destinée à la gestion de la stratégie d'entreprise et de l'innovation (ID Conseil). De 1975 à 1981, il représente le Groupe Bossard à l'Institut de l'entreprise. Dans un nouvel ouvrage, La Recherche d'activités et produits nouveaux, publié en 1977, il expose une méthodologie de l'innovation qui lui vaut l’année suivante d’être primé par l'Institut d'administration des entreprises (IAE). En 1980, il publie à l'Institut de l'entreprise ses travaux portant sur l'incidence de la fiscalité sur la compétitivité de l'entreprise : L'Innovation malade de l'impôt.
En 1983, il traverse l'Atlantique et part s'établir à Atlanta aux États-Unis où il va créer son propre cabinet d'ingénieur conseil. Sur proposition de Jean-Marie Rausch, ministre du Commerce extérieur, il est nommé en 1988 conseiller du commerce extérieur de la France (CCEF). Il sera élu président de la section Sud-Est des États-Unis, et le restera jusqu’en 2001.
De 1994 à 2001, il enseigne l'évaluation de compétitivité stratégique au Georgia Institute of Technology,. 
En 2004, il devient administrateur puis président de l’Alliance française d’Atlanta, charge qu’il occupe jusqu’en 2009,.
En 2005, il fonde en France le Comité Bastille, laboratoire d'idées réfléchissant sur les problèmes fiscaux, économiques et sociaux modernes.
Installé à Saint-Hippolyte-du-Fort, il meurt le 26 novembre 2023 à Ganges. Ses obsèques ont lieu le 8 décembre 2023 au temple de Saint-Hippolyte-du-Fort suivies de l'inhumation dans le cimetière familial. 

## Théories
André Teissier du Cros est le créateur d’un schéma analytique de morphologie industrielle visant à allier la théorie de la stratégie de l'entreprise à l'analyse sectorielle et à une meilleure compréhension des avantages concurrentiels d'une entreprise sur ses marchés actuels et potentiels[réf. souhaitée].
Cette thèse est présentée dans ses ouvrages L’Innovation – Pour une morale du changement (1972) et La Recherche d’Activités et Produits Nouveaux (1976).

## Publications

### Livres
- Le Courage de Diriger, Robert Laffont, 1970.
- L’Innovation : Pour une morale du changement, Robert Laffont, 1972.
- Recherche d’activités et produits nouveaux, éd. D’Organisation, 1976 (prix IAE du Management 1977).
- L’Innovation malade de l’Impôt, éd. d’Organisation, 1980.
- La France, le bébé et l’eau du bain, éd. de L’Harmattan, 2010.
- avec Michel Meunier, Éric Wallez et le bureau du Comité Bastille (préf. Corinne Lepage), La taxe sur l'actif net ou impôt progressif sur le patrimoine dormant, pourquoi il faut taxer le patrimoine et non plus le revenu, éd. de L’Harmattan, 2016.
- Néander : Tome I - Le Peuple sans haine ni mépris, éd. Amalthée, 2020 ; Tome 2 – Qu’est-ce qu’un Être humain ? 2021. Tome 3 - La seule croissance qui ait un sens est celle de la Vie elle-même. 2022.

### Traduction en anglais
- Jacques Caubet (préf. Jean-Michel Maldamé), The Fifth Rung on Jacob's Ladder [« Religion et Science : Une seule saga de mille siècles »], Xulon Press, 2005.

### Articles
- « Pourquoi les Américains aiment (encore) la France », dans Le Cri du contribuable, n° 83, avril 2010.
- « Immigration : un problème aujourd’hui, une solution demain », dans Jeune Dirigeant, n° 94, août 2011.
- Chapitres sur la fiscalité dans Objectif Oikos, Livre Blanc 2012 du Centre des jeunes dirigeants, Paris, Eyrolles, 2012.
- « La crise mondiale, son histoire et ses origines », dans Mémoires de l’Académie des Hauts Cantons, 2012-2013, Le Vigan, Imprimerie Clément, 2016.

## Famille
En 1960, André Teissier du Cros épouse Germaine Élizabeth Hanselmann, mannequin, actrice puis astrologue plus connue sous le nom d'Élizabeth Teissier. Lors du divorce en 1983, le tribunal autorise la conjointe à garder son nom d'épouse, en raison de sa notoriété acquise au cours du mariage.

## Distinctions
- Membre de l’Académie des Hauts Cantons (fauteuil XXVI)

## Sources
- Entretien avec Leïla Mebarek, « Fiers d'eux », France Bleu Gard Lozère, 28 mars 2017.